# Jüdische Elementarschule (Hemsbach)
Die Jüdische Elementarschule in Hemsbach, einer Stadt im Rhein-Neckar-Kreis im nördlichen Baden-Württemberg, war eine Elementarschule, die von der Jüdischen Gemeinde Hemsbach unterhalten wurde. Das badische Judenedikt von 1809 gestattete den jüdischen Gemeinden, eigene Schulen zu errichten, sofern sie die Kosten dafür übernahmen.

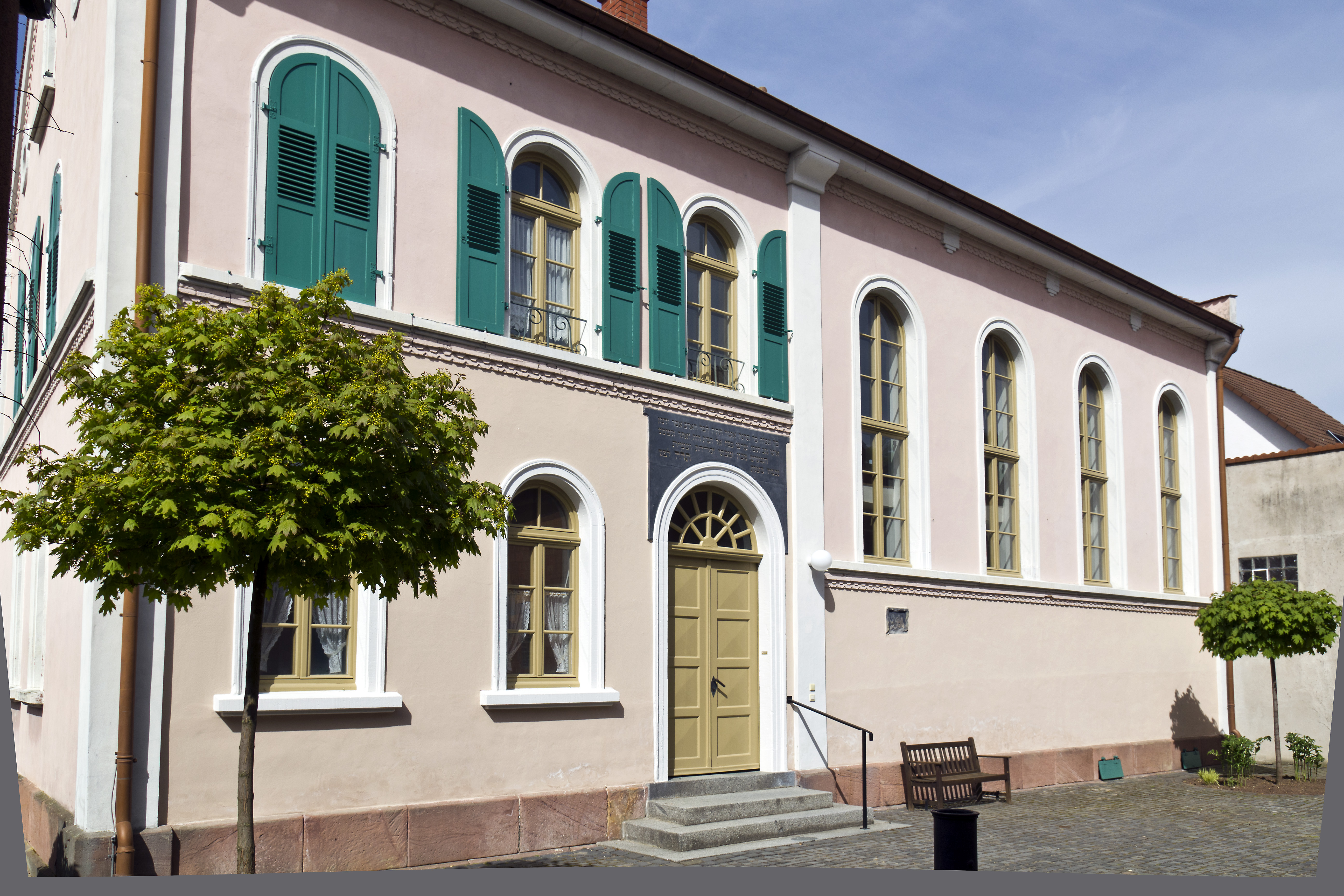
Ehemalige Synagoge und jüdische Schule in Hemsbach

Die Schule befand sich seit dem Bau der Synagoge in der Mittelgasse 16 im Erdgeschoss des Synagogengebäudes. Die Lehrerwohnung war im oberen Stockwerk.
Die jüdische Elementarschule in Hemsbach wurde 1872 aufgelöst und danach als Religionsschule weitergeführt.

## Lehrer
- 1822: Jakob Martge
- 1823: Jakob Kahn
- 1826: Lazarus Aub
- 1832: Mayer Ellinger
- 1833: Samuel Friedländer
- 1835: Ignaz Deutschländer
- 1836: Jakob Mahler
- 1840–1850: Moses Adler
- 1850: Michael Rothschild
- 1860: Moses Sinsheimer
- 1868: Abraham Rosenbusch
- 1924–1936: Siegfried Gold